# 佩西瓦瓦梅納
佩西瓦（Persiwa Wamena，全稱Persatuan Sepakbola Indonesia Wamena）是印度尼西亞的一家足球會，於1925年在巴布亞省建立，現時參與印尼足球超級聯賽。